# Гуго де Бо де Куртезон (граф Солето)
Гуго де Бо де Куртезон (фр. Hugues des Baux de Courthézon, ум. 1315) — военачальник Сицилийского королевства, граф Солето с 1304.
Сын Бертрана III де Бо, сеньора де Куртезон, де Сюз и де Солерье, и Стефанетты де Бо. Основатель короткой (всего два поколения) линии Солето дома де Бо де Куртезон.
Получил в наследство сеньорию Годиссар в диоцезе Систерон. Большую часть жизни провел в Италии. Был камергером Карла II Хромого, в 1304 получил от него графство Солето. Вернулся ко двору после смерти графа д'Авеллы, великого адмирала Сицилии и тестя его брата Амьеля. В 1306 ему была поручена охрана замка Кастелламмаре-ди-Стабия в Терра ди Лаворо, с годовым пенсионом в 50 унций золота. В апреле 1308 сопровождал Карла II в Прованс, и там выдал свою племянницу Изоарду, дочь Раймонда VI, принца-соправителя Оранского, за своего кузена Гуго де Бо де Берр, брата Бертрана III графа Андрии и Монтескальозо, пообещав в приданое замок Годиссар. Сенешаль королевства Сицилии, он был назначен актом, подписанным в Марселе 16 марта 1309, одним из исполнителей завещания Карла II. Был назначен лейтенант-генералом в Ломбардии, в 1313 вернулся в Неаполь, где собрал армию, чтобы поддержать гвельфов в Милане. Погиб в бою у моста на Танаро в 1315. Мужество Гуго принесло ему большую славу в Италии, где поэты воспели его в стихах.

## Семья
Жена: Жаклин (Якопа) делья Марра
Дети: 
- Раймонд де Бо де Куртезон
- Свева. Муж: Никколо Орсини, граф Нолы, палатин Неаполя. Их сын Раймондо дель Бальцо-Орсини унаследовал в 1375 графство Солето
- Беатриса. Муж: Франческо делья Ратта, граф Казерты